# Bản Khê (huyện)
Huyện tự trị dân tộc Mãn Bản Khê (tiếng Trung: 本溪满族自治县, Hán Việt: Bản Khê Mãn tộc Tự trị huyện) Là một huyện tự trị của địa cấp thị Bản Khê, tỉnh Liêu Ninh, Cộng hòa Nhân dân Trung Hoa. Huyện tự trị này có diện tích 3362 km2, dân số năm 2002 là 300.000 người. Huyện tự trị này có 11 trấn: Tiểu Thị, Điền Sư, Thảo Hà Khẩu, Liên Sơn Quan, Thanh Hà Thành, Nam Miếu, Kiềm Hán, Thảo Hà Thành, Thiên Lĩnh, Thảo Hà Chưởng, Tuyền Thủy và 3 hương: Cao Quan, Đông Doanh Phòng, Lan Hà Dục.